# Sedasser

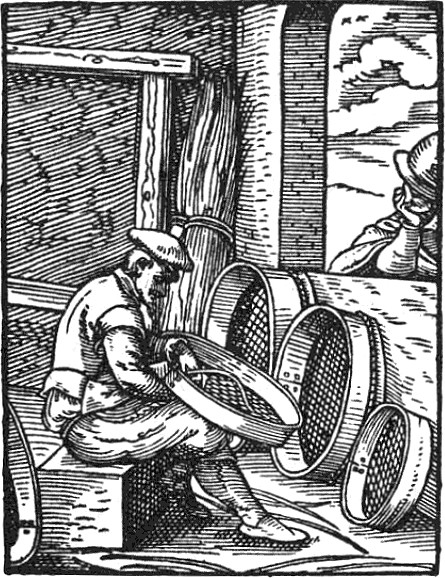
Sedasser treballant en el seu obrador. Gravat de 1568.

Un sedasser o sedassaire era la persona que fabricava o venia sedassos.
En algunes contrades els sedassers, a més de sedassos, fabricaven manxes petites per a focs casolans, galledes de fusta, mesuradors d'àrids i altres peces petites de fusta.

## Història
L'ús de sedassos és molt antic i pot remuntar-se a èpoques prehistòriques. Una de les aplicacions principals dels garbells fou el tamissat de les farines de cereals. En la Roma clàssica hi havia la “criba excussoria” i la “criba pollinaria”. Els gals empraren crins de cavall per a fer tamissos i els hispans fibres de lli.
Els egipcis usaven papir.

## Productes fabricats
Els sedassos per a porgar materials granulats o pólvores poden presentar-se en formes diferents, adoptant dimensions variades i emprant materials diversos.
Els sedassos més populars en èpoques preindustrials acostumaven a ser de forma circular i estaven constituïts per un cèrcol de fusta prima i corbada que subjectava (i mantenia en forma plana) un sedàs pròpiament dit. En forma resumida: un sedàs estava format per una riscla circular de fusta i una malla més o menys atapeïda.

### Sinònims
Al costat de sedàs, hi ha alguns termes sinònims o relacionats: erer garbell, porgador, crivell, cernedor, cernedora, juller, passador, passadora, tamís, triapedres...

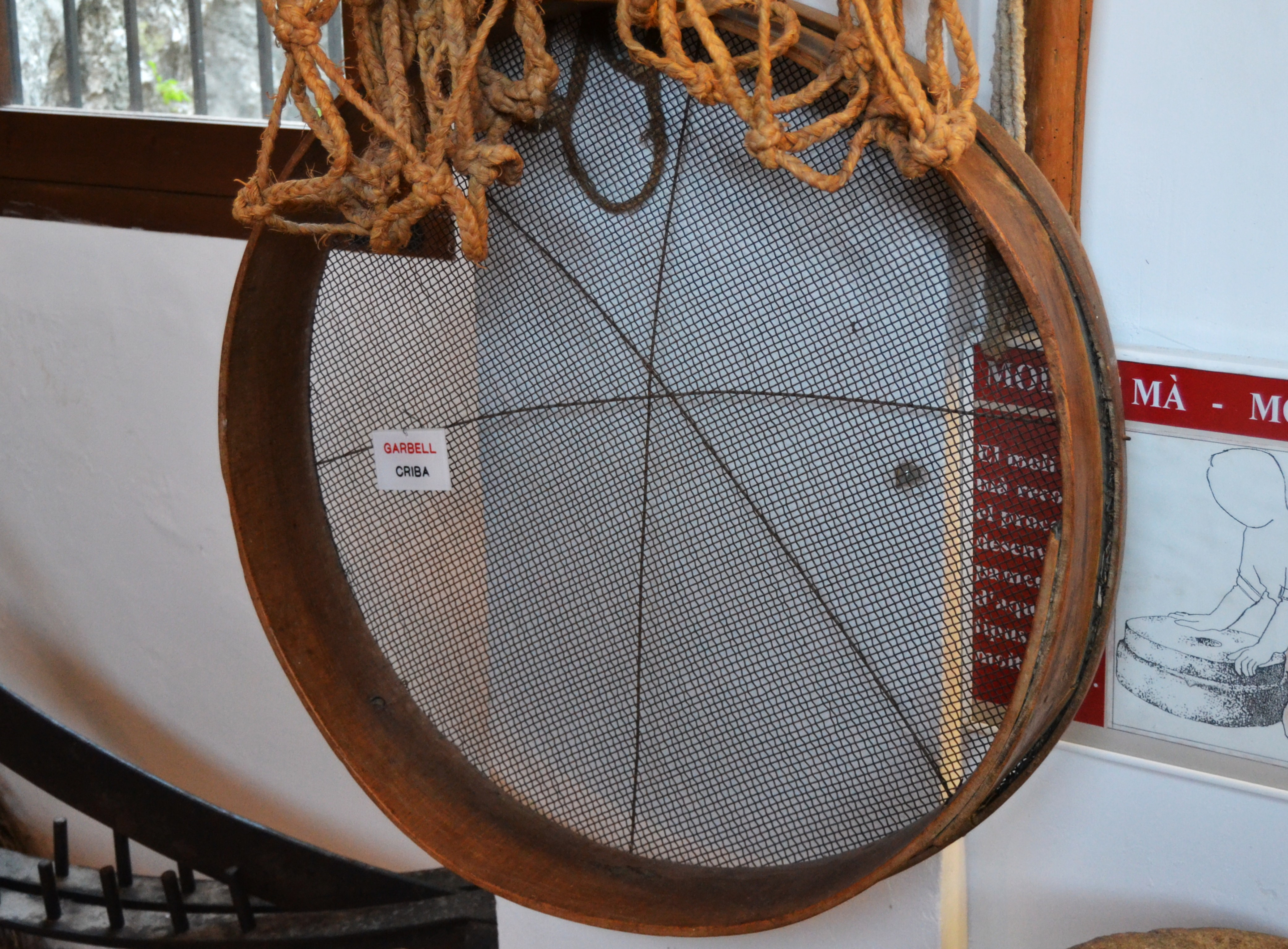
Garbell al museu Etnològic del Castell de Guadalest
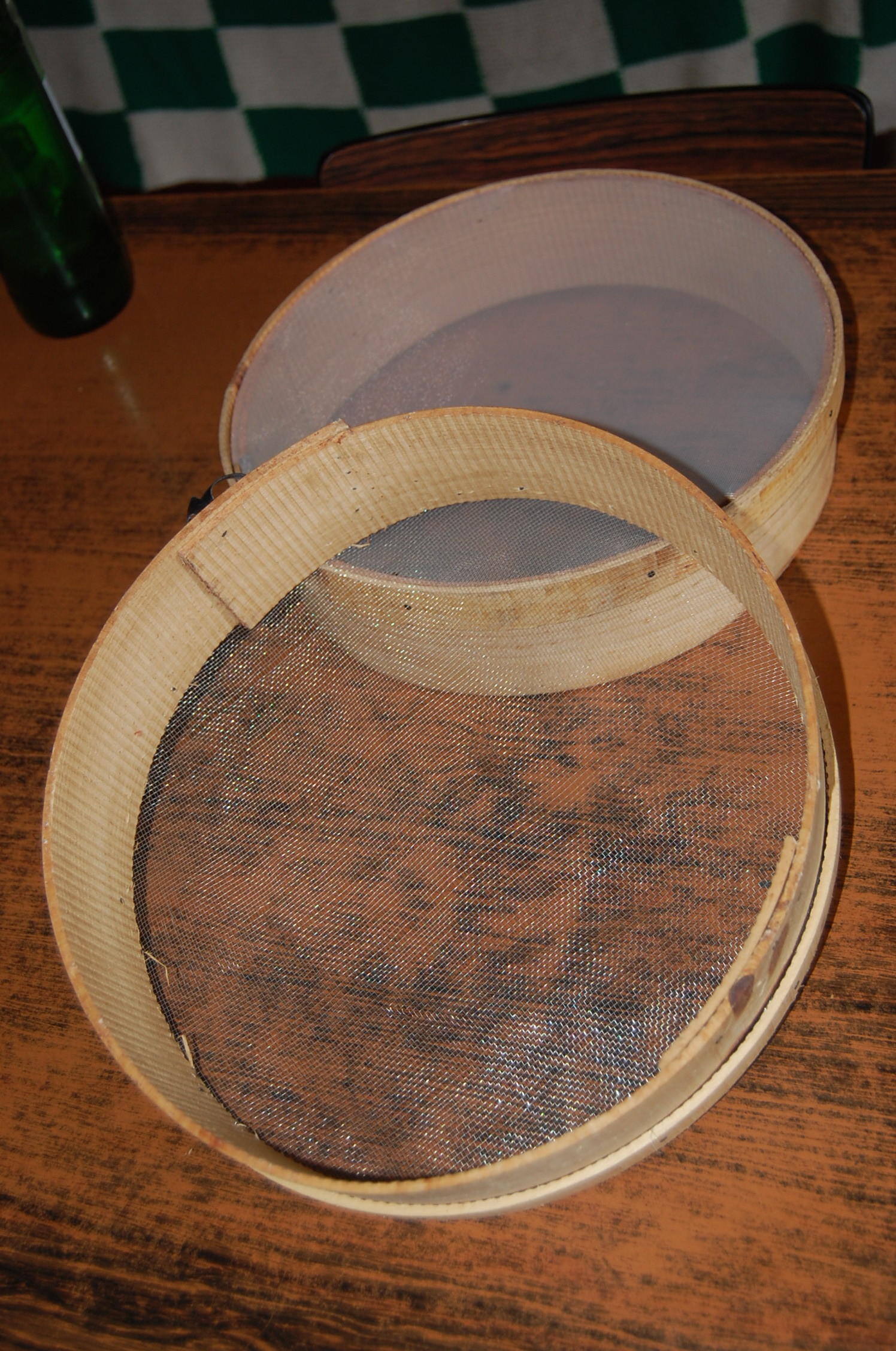
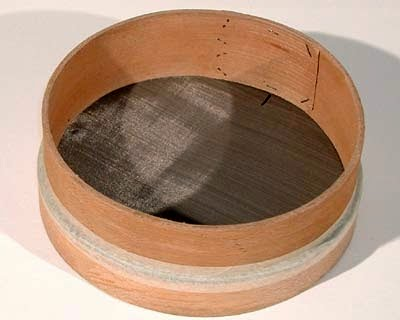

## Documents
- 1292. “Saacier” francès antic. Livre de la taille de Paris.[12]
- 1378. Data de l'obra anomenada La Sedacina, de Guillem Sedacer. En aquest cas el que es documenta és el cognom Sedacer o Sedasser, que indica l'existència prèvia de l'ofici. (Vegeu Vidre català).[13]
- 1399. " Un triapedres de gerp...".[14]
- 1402. Un sedasser, Pasqual, és esmentat en la compra-venda de dos sedassos a València.[15]
- 1415. "Sedacer".[16]
- 1495. Garbell en una metàfora.[17]
- 1557. “Setaccio”, sedàs en italià.[18]
- 1585. Obligació de vendre els cereals porgats per dos sedassos, a Barcelona.[19]
- 1702. Garbells per pólvora a Anglaterra.[20]
- 1857. Porgat de la farina mineral per a obtenir plata.[21]